# Uresiphita
Uresiphita é um gênero de mariposa pertencente à família Crambidae.